# ホプキントン (ロードアイランド州)
ホプキントン（英: Hopkinton）は、アメリカ合衆国ロードアイランド州のワシントン郡にある町。人口は8,398人（2020年）。

## 歴史
ホプキントンの町名は、アメリカ独立宣言の署名者の一人であるスティーヴン・ホプキンスから採られた。町が1757年にウェスタリーから分離し、法人化されたときに、ホプキンスがロードアイランド植民地総督を務めていた。ホプキントンはかつてロカストビル、モスコー、センタービル、ウッドリバーアイアンワークスなど多くの工業村があり、それぞれが囲んでいる工場にちなんで名付けられていた。今日では、ホープバレー、ロックビル、アシャウェイ、ブラッドフォードのみが郵便局をもって認められている。町の一部は「ホプキントン」と単純に呼ばれる郵便局を持っている。町役場はホプキントンシティのビレッジにあり、そこは昔、駅馬車の主要な中心地だった。

## 地理
ホプキントンは北緯41度27分40秒 西経71度46分39秒 / 北緯41.46111度 西経71.77750度に位置している。コネチカット州との州境を流れるポーカタック川に沿ってある。北はエクセター、東はリッチモンド、南東はチャールズタウン、南はウェスタリーの各町に接し、西はコネチカット州のノースストーニントンとボランタウンの各町である。
アメリカ合衆国国勢調査局に拠れば、市域全面積は44.1平方マイル (114 km2)であり、このうち陸地43.0平方マイル (111 km2)、水域は1.1平方マイル (2.8 km2)で水域率は2.58%である。
州間高速道路95号線のロードアイランド州内では最南端の町であり、すなわち北に向かう時はロードアイランドで最初の町となる。

### ビレッジ
ホプキントンでは、北部のホープバレーと南部のアシャウェイという2つの主要なビレッジがある。チャリホ地域教育学区の小学校4校のうち2校がホプキントンにある。1校はホープバレーに、もう1校はアシャウェイにある。ホプキントンにあるその他のビレッジはバーバービル、ベセル、ブラッドフォード、バーディックビル、キャノンチェット、センタービル、ホプキントンシティ、キーリーアン、ロカストビル、モスコー、ロックビル、サウスホプキントン、ウッドビル、ヨーグーグがある。これらビレッジのほとんど全ては川沿いの工場を中心に形成された。幾つかのビレッジは郵便用住所を表す時、家屋を識別する時、入学する学校を決める時に他のビレッジの上に立つ。上記のように主要なビレッジはホープバレーとアシャウェイであり、その境界は他の知名度の低いビレッジを含めた国勢調査指定地域になっている。

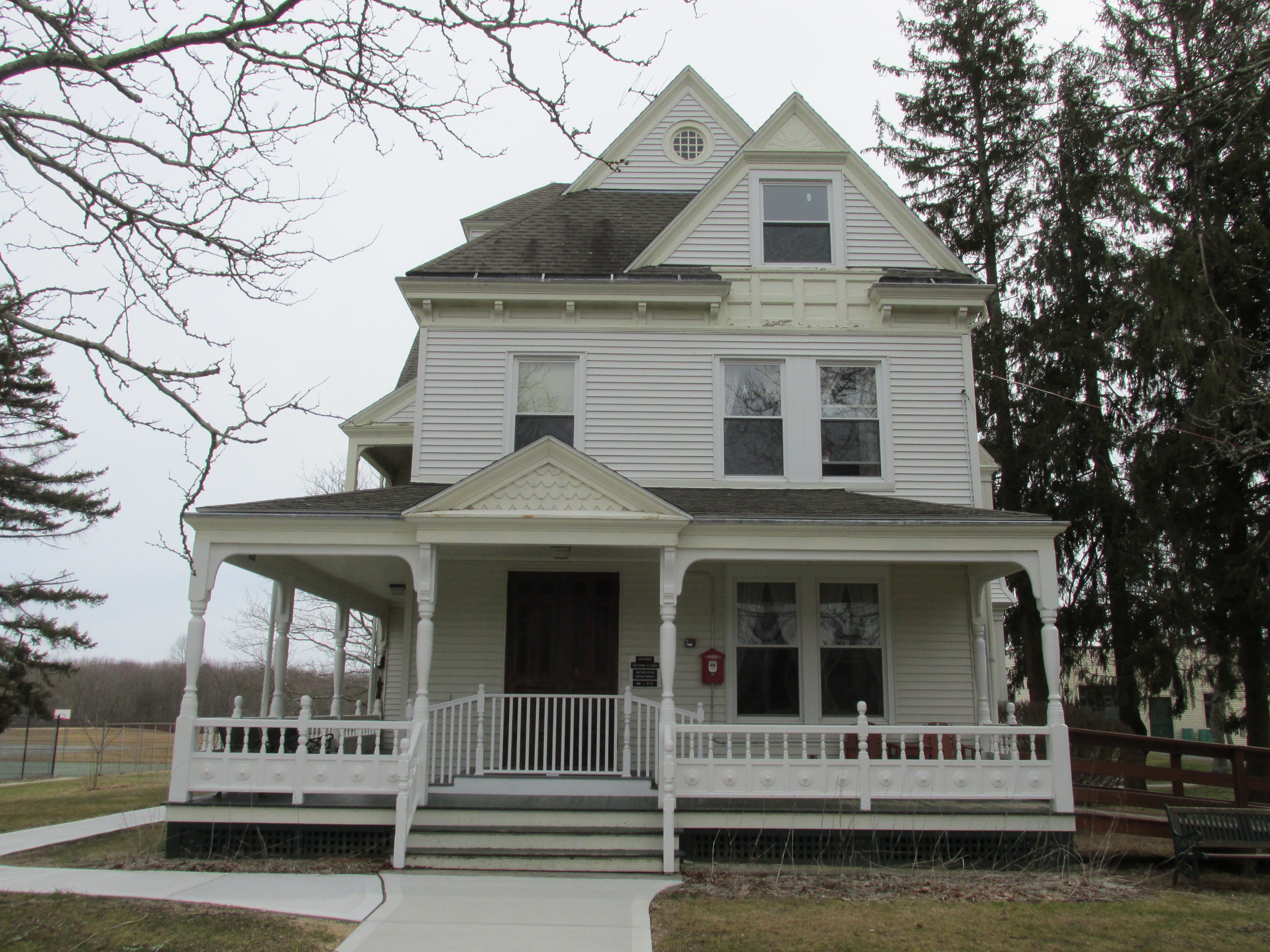
クランドール邸

## 人口動態
以下は2000年の国勢調査による人口統計データである。
| 基礎データ - 人口: 7,836 人 - 世帯数: 2,965 世帯 - 家族数: 2,182 家族 - 人口密度: 70.4人/km2（182.2 人/mi2） - 住居数: 3,112 軒 - 住居密度: 27.9軒/km2（72.4 軒/mi2） 人種別人口構成 - 白人: 96.82% - アフリカン・アメリカン: 0.61% - ネイティブ・アメリカン: 0.89% - アジア人: 0.43% - その他の人種: 0.27% - 混血: 0.97% - ヒスパニック・ラテン系: 1.06% | 年齢別人口構成 - 18歳未満: 25.7% - 18-24歳: 6.4% - 25-44歳: 31.6% - 45-64歳: 25.4% - 65歳以上: 11.1% - 年齢の中央値: 38歳 - 性比（女性100人あたり男性の人口） - 総人口: 99.7 - 18歳以上: 96.9 世帯と家族（対世帯数） - 18歳未満の子供がいる: 35.2% - 結婚・同居している夫婦: 61.9% - 未婚・離婚・死別女性が世帯主: 7.7% - 非家族世帯: 26.4% - 単身世帯: 21.0% - 65歳以上の老人1人暮らし: 9.4% - 平均構成人数 - 世帯: 2.64人 - 家族: 3.07人 | 収入と家計 - 収入の中央値 - 世帯: 52,181米ドル - 家族: 59,143米ドル - 性別 - 男性: 39,804米ドル - 女性: 29,189 米ドル - 人口1人あたり収入: 23,835米ドル - 貧困線以下 - 対人口: 4.8% - 対家族数: 3.3% - 18歳未満: 5.5% - 65歳以上: 7.2% |

## 政治
ロードアイランド州議会では、上院の第34選挙区に属し、2015年時点で共和党議員を送り出している。また下院は第38選挙区に属し、民主党議員を選んでいる。連邦議会下院ではロードアイランド州第2選挙区に属し、民主党議員を選出している。上院は州として民主党議員2人を選んでいる。

## 著名な出身者
オルドリッチ家とロックフェラー家が融合する前に、それぞれホプキントンのホープバレー地域に小さな邸宅を建てた。ロックフェラー家はセントジョセフ教区の牧師館として機能している。
- プルーデンス・クランドル、アメリカで最初の人種統合された学級を教えた教師、ホプキントンで生まれた。
- ジョン・ウィルバー、クエーカーの牧師、ホプキントンで生まれた。

## アメリカ合衆国国家歴史登録財
- ブラック農場

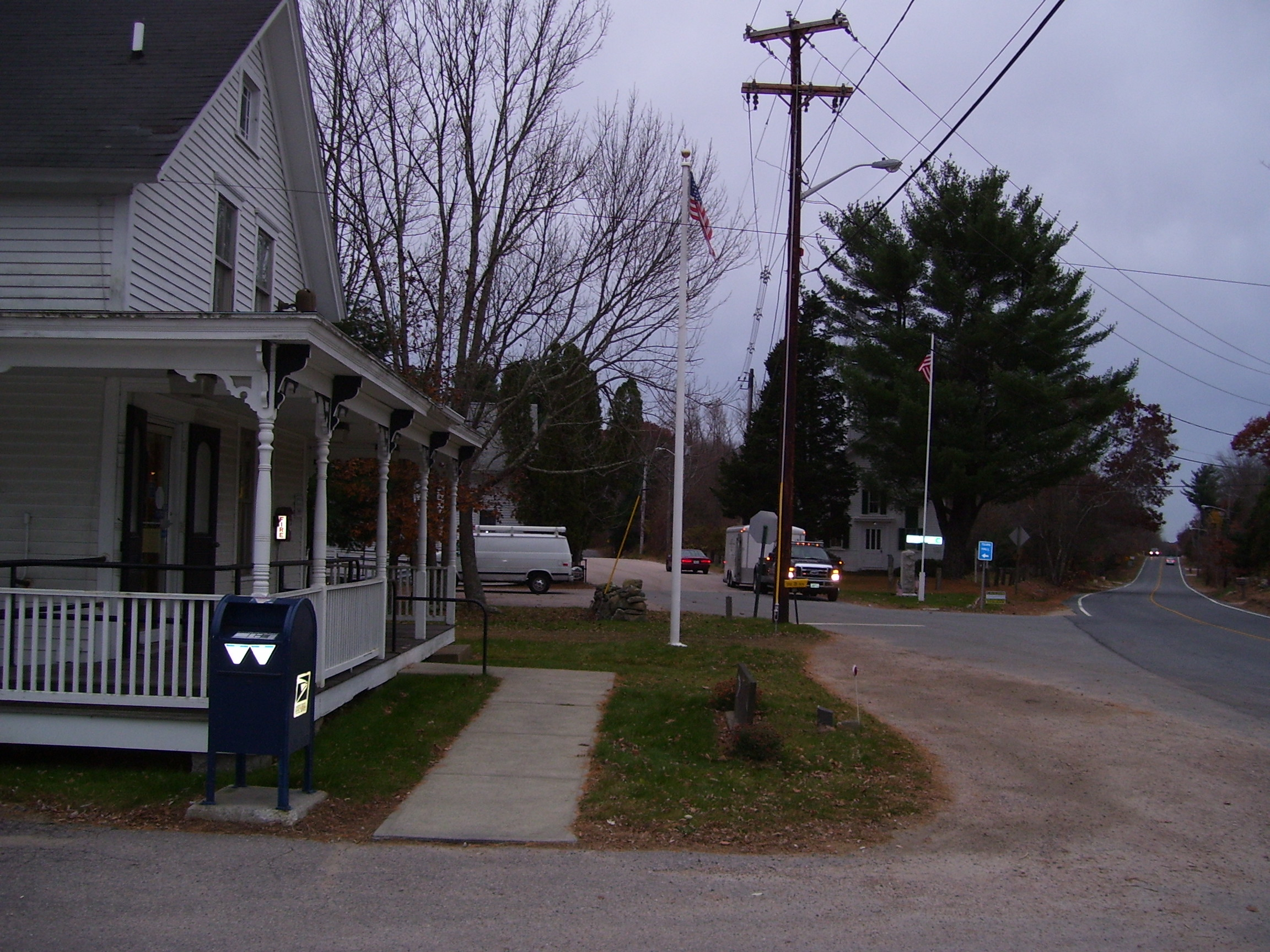
ホプキントンシティ歴史地区、2008年撮影

- ブラッドフォード・ビレッジ歴史地区、ホプキントンとウェスタリーに跨る
- ホープバレー歴史地区
- ホプキントンシティ歴史地区
- トマクァグ・ロック・シェルターズ
- アッパー・ロッキービル・ミル
- ワイオミング・ビレッジ歴史地区